# Werkloosheid in Nederland
Dit artikel behandelt werkloosheid in Nederland.

## Inleiding
Werkloosheid is de staat waarin een persoon verkeert als hij of zij werkloos is, dan wel een maat voor het aantal personen dat in deze staat verkeert. Een persoon is werkloos als hij of zij behoort tot de beroepsbevolking, maar geen betaald werk heeft. De werkloze beroepsbevolking wordt bepaald volgens de richtlijnen van International Labour Organization (ILO). Deze omvat alle personen van 15 tot 75 jaar zonder betaald werk, die actief op zoek zijn naar werk en daarvoor ook beschikbaar zijn. De werkzame beroepsbevolking betreft alle personen van 15 tot 75 jaar die betaald werk hebben. Deze definitie maakt de gegevens internationaal vergelijkbaar.
Vanaf 2015 gebruikt het CBS de definitie van de International Labour Organisation (ILO) als hoofdindicator van de werkloosheid. Hiervóór gebruikte het CBS een eigen definitie voor werkloosheid, waarbij een persoon minimaal 12 uur moest werken én de leeftijd had tussen 15 en 65 jaar. Tot 1987 lag de urengrens op 15 uur.

## Omvang en ontwikkeling van de werkloosheid
De omvang en de ontwikkeling van de werkloosheid in Nederland worden door het Centraal Bureau voor de Statistiek (CBS) en het Uitvoeringsinstituut Werknemersverzekeringen (UWV) waargenomen en gepubliceerd. Hier vind je het meest actuele beeld op basis van kwartaalcijfers van de huidige werkloosheid.
Naast deze kwartaalcijfers publiceert het CBS maandelijks een werkloosheidcijfer dat is gebaseerd op het gemiddelde van de drie voorafgaande maanden. Dit cijfer wordt gepresenteerd samen met gegevens van het UWV over het aantal WW-uitkeringen aan het einde van de desbetreffende maand. Niet iedereen die werkloos is ontvangt een uitkering. Het is ook mogelijk om twee verschillende WW-uitkeringen te ontvangen. Ook kan iemand een WW-uitkering ontvangen die volgens de ILO-definitie niet werkloos is, bijvoorbeeld als aanvulling op een betaalde deeltijdbaan.
Naast cijfers over de geregistreerde werkloosheid zijn er prognoses van het Centraal Planbureau (CPB). De verschillen tussen de registraties en ramingen worden in een Achtergronddocument  van het CPB beschreven.
Naast de werkloze beroepsbevolking is er ook een zogeheten onbenut arbeidspotentieel. Dit onbenut arbeidspotentieel bestaat uit werklozen, maar ook uit personen die:
- Wel direct beschikbaar zijn voor werk, maar niet recent hebben gezocht,
- Wel recent hebben gezocht naar werk, maar niet direct beschikbaar zijn,
- In deeltijd werken, maar meer uren willen werken en daarvoor ook direct beschikbaar zijn.

## Typen werkloosheid
Er worden op grond van de achterliggende oorzaak verschillende soorten werkloosheid onderscheiden. Deze soorten zijn:
- Conjuncturele werkloosheid,
- Structurele werkloosheid,
- Seizoenswerkloosheid,
- Frictiewerkloosheid.

## Werkloosheid in cijfers
Arbeidsdeelname wordt vaak uitgedrukt als arbeidsparticipatie. Zowel de bruto- als nettoarbeidsparticipatie wordt onderscheiden. Brutoarbeidsparticipatie is de beroepsbevolking (werkzaam en werkloos) uitgedrukt in procenten van de totale bevolking van 15 tot 75 jaar. De werkzame beroepsbevolking uitgedrukt in procenten van de totale bevolking van 15 tot 75 jaar heet nettoarbeidsparticipatie. Het CBS publiceert regelmatig cijfers over arbeidsdeelname, de werkloze beroepsbevolking, werkloosheidsuitkeringen en personen met (werkloosheids)uitkeringen.

## Sociale zekerheid
De wetgeving over werkloosheid valt onder de verantwoordelijkheid van het ministerie van Sociale Zaken en Werkgelegenheid. Dit ministerie heeft onder andere als taak het bevorderen van de werkgelegenheid. De Werkloosheidswet (WW) is een werknemersverzekering die bij werkloosheid, onder voorwaarden, een werkloosheidsuitkering regelt. Na afloop van de WW krijgt men eventueel een uitkering IOAW, IOW, of Participatiewet.
Informatie over (het aanvragen van) een werkloosheidsuitkering is te vinden op de website van de Rijksoverheid. Het Uitvoeringsinstituut Werknemersverzekeringen (UWV) is de instantie die zorg draagt voor de uitvoering van de werknemersverzekeringen, zoals de WW.

## Geschiedenis

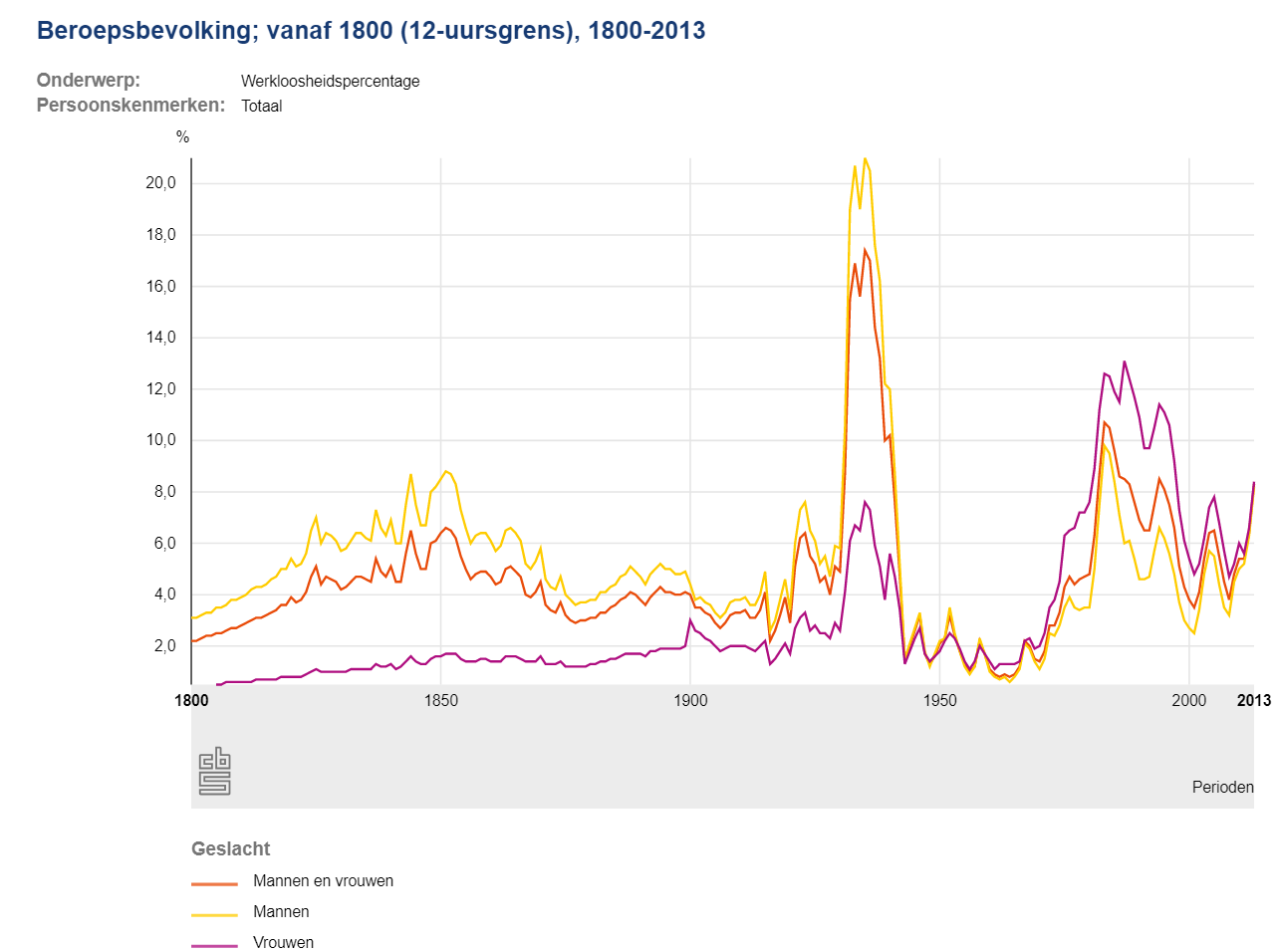
Werkloosheidspercentage vanaf 1800

Het werkloosheidspercentage vanaf 1800 in deze grafiek is berekend naar de beroepsbevolking van 15 tot 65 jaar die minimaal 12 uur werkzaam is of werk zoekt. Een uitgebreide verantwoording hierover is te vinden in het document Twee eeuwen beroepsbevolking. De werkloosheidswet is door de jaren heen veranderd. De WW is een werknemersverzekering die bij werkloosheid, onder voorwaarden, een Werklooksheidsuitkering (WW) regelt. Een korte beschrijving over de geschiedenis is hier te vinden.
Ook de Sociaal-Economische Raad (SER) heeft zich over dit vraagstuk gebogen. Zie het artikel Voorgeschiedenis koppeling vergoedingen met de werkloosheidsuitkering.

### Jaren dertig
De beurscrash in oktober 1929 veroorzaakte een wereldwijde economische recessie. Deze recessie had ook gevolgen voor Nederland. Tijdens de depressie van de jaren dertig van de twintigste eeuw was de werkloosheid ongekend hoog. In het piekjaar 1935 zat 19,4 procent van de beroepsbevolking zonder werk, dat zijn ongeveer 650 duizend arbeidsjaren. Oorzaak van deze werkloosheidsexplosie was de krimp van de economie met 7 procent tussen 1929 en 1934. De uitvoer viel 28 procent terug, de bedrijfsinvesteringen 25 procent.
Werkloosheid 1921-1939

### Jaren zestig
In de periode van 1960 tot en met 1965 was er een ernstig tekort aan arbeidskrachten ontstaan nadat in de jaren daarvoor honderdduizenden goed opgeleide Nederlanders waren geëmigreerd naar vooral Canada en Australië. Om dat arbeidstekort op te lossen werden er gastarbeiders onder andere uit het Middellandse Zeegebied aangetrokken. Daarnaast kwamen arbeidskrachten door allerlei andere omstandigheden ook naar Nederland.

### Jaren zeventig
De oliecrisis van 1973 leidde een periode met verhoogde werkloosheid in. Een deel van het werkloosheidsprobleem werd een tijdlang versluierd door een soepele toelating tot de WAO.
Naast maatregelen om de economie te bevorderen door loonmatiging, werd getracht de werkgelegenheid beter te verdelen door arbeidstijdverkorting – de zogenaamde ATV-dagen. Daarnaast werd het verlagen van de pensioengerechtigde leeftijd door middel van de VUT (Vervroegde uittreding) gezien als methode om banen voor de jongere generatie vrij te maken.

### Jaren tachtig
De ernstige wereldwijde economische crisis in de jaren tachtig leidde tot een ongekende werkloosheid in 1983/1984. Het record van 639.000 werklozen (gemiddeld over drie maanden) werd gehaald in de periode van november 1983 tot en met januari 1984. In diverse gemeenten ontstonden projecten voor werklozen, waarbij onder andere cursussen, en andere activiteiten voor werklozen werden georganiseerd en waarbij werklozen begeleid werden naar een betaalde baan. Zeker voor de jongeren was het bijzonder moeilijk om aan het werk te komen, en vanwege de enorme jeugdwerkloosheid werd ook wel gesproken over ‘de verloren generatie’. Zie 'Externe links' voor een vergelijking tussen de crisisjaren dertig en crisisjaren tachtig.

### Na 2000
In het vierde kwartaal van 2004 was het aantal geregistreerde werklozen volgens het CBS gestegen tot 321.000.
Het voormalige CWI (nu UWV WERKbedrijf) hanteerde een iets andere definitie van werkloosheid dan het CBS. Het CWI sprak van "niet-werkende werkzoekenden". Volgens het CWI nam het aantal niet-werkende werkzoekenden in 2003 toe met 24% (tot circa 665.000).
Eind 2004 bedroeg het aantal niet-werkende werkzoekenden volgens het CWI 692.200. Dat was 9,2% van de beroepsbevolking. In het tweede kwartaal van 2006 bedroeg het totaal aantal werklozen 407.000 (5.5%). De daling die in het laatste kwartaal van 2005 was ingezet, zette langzaam door. In 2008 kwam hier een einde aan, door de kredietcrisis, en steeg de werkloosheid weer gestaag.